# Achy
Achy – miejscowość i gmina we Francji, w regionie Hauts-de-France, w departamencie Oise.
Według danych na rok 1990 gminę zamieszkiwało 319 osób, a gęstość zaludnienia wynosiła 25 osób/km² (wśród 2293 gmin Pikardii Achy plasuje się na 681. miejscu pod względem liczby ludności, natomiast pod względem powierzchni na miejscu 287.).